# Le Tiercent
Le Tiercent è un comune francese di 183 abitanti situato nel dipartimento dell'Ille-et-Vilaine nella regione della Bretagna.
Il territorio comunale è bagnato dal fiume Minette.

## Società

### Evoluzione demografica
Abitanti censiti